# Prvenstvo Jugoslavije u nogometu 1926.
Sezona Državnog prvenstva 1926. bila je četvrta sezona nacionalnog nogometnog natjecanja u Kraljevini SHS. Nije organizirano kao tradicionalna liga, nego kao kup-sustav. Pobijedio je zagrebački Građanski u reprizi lanjske završnice, revanširavši se lanjskom prvaku beogradskoj Jugoslaviji. Najviše pogodaka postigao je igrač Građanskog Franjo Giler koji je postigao 10 pogotka.

## Sudionici
Pravo sudjelovanja izborili su:
| Prvenstvo podsaveza | Prvak                               | Grad      |
| ------------------- | ----------------------------------- | --------- |
| Beograd 1925./26.   | SK Jugoslavija                      | Beograd   |
| Zagreb 1925./26.    | 1. hrvatski građanski športski klub | Zagreb    |
| Sarajevo 1925./26.  | SAŠK                                | Sarajevo  |
| Ljubljana 1925./26. | SK Ilirija                          | Ljubljana |
| Split 1926.         | JŠK Hajduk                          | Split     |
| Subotica 1925./26.  | JAD Bačka                           | Subotica  |
| Osijek 1925./26.    | JŠK Slavija                         | Osijek    |

## Natjecanje
| Gdje     | Prva momčad                                 |                 | Druga momčad    |              |
|          | Četvrtzavršnica                             | Četvrtzavršnica | Četvrtzavršnica | 11. 7. 1926. |
| -------- | ------------------------------------------- | --------------- | --------------- | ------------ |
| Zagreb   | Građanski                                   | –               | Ilirija         | 7:1          |
| Subotica | Bačka                                       | –               | Jugoslavija     | 2:12         |
| Sarajevo | SAŠK                                        | –               | Hajduk          | 1:2          |
|          | Slavija (ždrijebom izravno u poluzavršnici) |                 |                 |              |
|          | Poluzavršnica                               | Poluzavršnica   | Poluzavršnica   | 18. 7. 1926. |
| Zagreb   | Građanski                                   | –               | Slavija         | 7:0          |
| Beograd  | Jugoslavija                                 | –               | Hajduk          | 5:1          |
|          | Završnica                                   | Završnica       | Završnica       | 25. 7. 1926. |
| Zagreb   | Građanski                                   | –               | Jugoslavija     | 2:1          |

### Četvrtzavršnica
| 11. srpnja 1926.            |             |                                                                               |                                                                                |
| Bačka Subotica              | 2:12        | Jugoslavija Beograd                                                           | Igralište Bačke, Subotica Broj gledatelja: 2500 Sudac: Artur Dubravčić, Zagreb |
| Šarčević 35' Poljaković 81' | (izvještaj) | 17' 34' 63' 74' 88' Petković 24' 37' 53' 66' 79' 86' D. Jovanović 80' Sekulić | Igralište Bačke, Subotica Broj gledatelja: 2500 Sudac: Artur Dubravčić, Zagreb |

| 11. srpnja 1926.                                      |             |                   |                                                                                    |
| Građanski Zagreb                                      | 7:1         | Ilirija Ljubljana | Igralište Građanskog, Zagreb Broj gledatelja: 5000 Sudac: Stanojlo Joksić, Beograd |
| Giller 2' 24' 27' (pen) 31' 34' 47' (pen) Ábrahám 37' | (izvještaj) | 13' Herman        | Igralište Građanskog, Zagreb Broj gledatelja: 5000 Sudac: Stanojlo Joksić, Beograd |

| 11. srpnja 1926. |             |                        |                                                                                      |
| SAŠK Sarajevo    | 1:2         | Hajduk Split           | Igralište na Kovačićima, Sarajevo Broj gledatelja: 5000 Sudac: Ernest Fabris, Zagreb |
| R. Njemčević 86' | (izvještaj) | 11' Benčić 74' Lemešić | Igralište na Kovačićima, Sarajevo Broj gledatelja: 5000 Sudac: Ernest Fabris, Zagreb |

### Poluzavršnica
| 18. srpnja 1926.                                  |             |               |                                                                                          |
| Jugoslavija Beograd                               | 5:1         | Hajduk Split  | Igralište na Trkalištu, Beograd Broj gledatelja: 15000 Sudac: Heinrich Csajagi, Subotica |
| Petković 1' Sekulić 24' 66' Luburić 83' 87' (pen) | (izvještaj) | 40' Markovina | Igralište na Trkalištu, Beograd Broj gledatelja: 15000 Sudac: Heinrich Csajagi, Subotica |

| 18. srpnja 1926.                                       |             |                |                                                                                     |
| Građanski Zagreb                                       | 7:0         | Slavija Osijek | Igralište Građanskog, Zagreb Broj gledatelja: 2500 Sudac: Viktor Vodišek, Ljubljana |
| Hitrec 25' 55' 89' Perška 58' Giller 65' 83' (pen) 86' | (izvještaj) |                | Igralište Građanskog, Zagreb Broj gledatelja: 2500 Sudac: Viktor Vodišek, Ljubljana |

### Završnica
| 25. srpnja 1926. 17:30      |             |                     |                                                                                   |
| Građanski Zagreb            | 2:1         | Jugoslavija Beograd | Igralište Concordije, Zagreb Broj gledatelja: 10000 Sudac: Anton Felver, Sarajevo |
| Perška 40' Giller 87' (pen) | (izvještaj) | 16' Petković        | Igralište Concordije, Zagreb Broj gledatelja: 10000 Sudac: Anton Felver, Sarajevo |

## Prvaci
Građanski Zagreb (trener: Imre Pozsonyi)
Maksimilijan Mihelčič
Franjo Mantler
Gustav Remec
Miroslav Arnold
Rudolf Rupec
Dragutin Vragović (kapetan)
Jenö "Sarasz" Abraham
Rudolf Hitrec
Emil Perška
Franjo Giller
Luka Vidnjević
Slavin Cindrić

## Statistika

### Ljestvica strijelaca
| Pl. | Ime               | Klub                  | Broj pogodaka |
| --- | ----------------- | --------------------- | ------------- |
| 1.  | Franjo Giller     | Građanski (Zagreb)    | 10            |
| 2.  | Dušan Petković    | Jugoslavija (Beograd) | 7             |
| 3.  | Dragan Jovanović  | Jugoslavija (Beograd) | 6             |
| 4.  | Rudolf Hitrec     | Građanski (Zagreb)    | 3             |
| 4.  | Branislav Sekulić | Jugoslavija (Beograd) | 3             |
| 6.  | Stevan Luburić    | Jugoslavija (Beograd) | 2             |
| 6.  | Emil Perška       | Građanski (Zagreb)    | 2             |

### Klubovi
Pojašnjenje: Ime i prezime igrača (broj nastupa u sezoni/broj golova u sezoni). Igrači su poredani prema poziciji u momčadi od golmana do napadača, a potom i po broju nastupa.
- 1. Građanski (Zagreb)

Trener: Imre Pozsonyi (Mađarska)

Maksimilijan Mihelčič 3/0, Miroslav Arnold 2/0, Gustav Remec 3/0, Dragutin Vragović 3/0, Rudolf Rupec 2/0, Ivan Ivančić 2/0, Rudolf Hitrec 2/3, Zvonimir Artl 2/0, Emil Perška 3/2, Jenő Ábrahám 3/1, Franz Mantler 3/0, Franjo Giller 3/10, Luka Vidnjević 2/0
- 2. Jugoslavija (Beograd)

Trener: Karel Bláha (Čehoslovačka)

Stevan Nikolić 3/0, Milutin Ivković 2/0, Boško Todorić 1/0, Svetislav Marković 3/0, Stojan Popović 3/0, Branko Petrović 3/0, Stevan Luburić 3/2, Vladeta Đurić 3/0, Dragan Jovanović 3/6, Branislav Sekulić 3/3, Radoslav Stakić 3/0, Dušan Petković 3/7
- 3. Hajduk (Split)

Trener: Luka Kaliterna

Otmar Gazzari 2/0, Lorenzo Gazzari 2/0, Mirko Bonačić 2/0, Miroslav Dešković 1/0, Mihovil Borovčić Kurir 1/0, Veljko Poduje 1/0, Ante Roje 1/0, Šime Poduje 2/0, Ljubomir Benčić 2/1, Mario Reić 2/0, Antun Bonačić 2/0, Vinko Radić 2/0, Leo Lemešić 1/1, Marko Markovina 1/1
- 4. Slavija (Osijek)

Trener: Lajos Bányai (Mađarska)

Dragutin Grünbaum 1/0, Viktor Hrs 1/0, Alojz Hoder 1/0, Franjo Bujher 1/0, Ivan Petelin 1/0, Branko Rožić 1/0, Dragutin Rabel 1/0, Josip Dragović 1/0, Nikola Rukavina 1/0, Branko Andučić 1/0, Josip Rafaj 1/0
- 5. SAŠK (Sarajevo)

Trener: Petar Zovko

Vjekoslav Giljanović 1/0, Frane Kovačić 1/0, Stjepan Bevanda 1/0, Vilim Zelebor 1/0, Viktor Götz 1/0, Josip Plaček 1/0, Dragutin Sieber 1/0, Rašid Njemčević 1/1, Anton Felver 1/0, Ferdinand Götz 1/0, Duje Vlak 1/0
- 6. Ilirija (Ljubljana)

Trener: Evgen Betetto

Matej Miklavčič 1/0, Hugo Beltram 1/0, Jože Pogačar 1/0, Gabrijel Župančič 1/0, Ladislav Župančič 1/0, Stanko Tavčar 1/0, Oto Oman 1/0, Branko Verovšek 1/0, Stanislav Kreč 1/0, Srećko Herman 1/1, Miodrag Doberlet 1/0
- 7. Bačka (Subotica)

Trener: Ferenc Nagy (Mađarska)

Béla Virág 1/0, Koloman Gubić 1/0, Đuro Kujundžić 1/0, Andrija Kujundžić 1/0, Remija ml. Marcikić 1/0, Marko Vukov 1/0, Pero Šarčević 1/1, Željko Šlezak 1/0, Martin Poljaković 1/1, Remija st. Marcikić 1/0, Marko Rudić 1/0

## Vanjske poveznice
- RSSSF: Yugoslavia List of Topscorers
- RSSSF: Yugoslavia List of Final Tables
- RSSSF: sezona 1925./26.
- exyufudbal: Državno prvenstvo 1926.
- exyufudbal: Podsavezna prvenstva: 1925./26.
- fsgzrenjanin: SISTEM TAKMIČENJA U KRALJEVINI SHS
- claudionicoletti: KINGDOM OF SLOVENES, CROATES AND SERBS 1926-1930